# 게임 컨트롤러

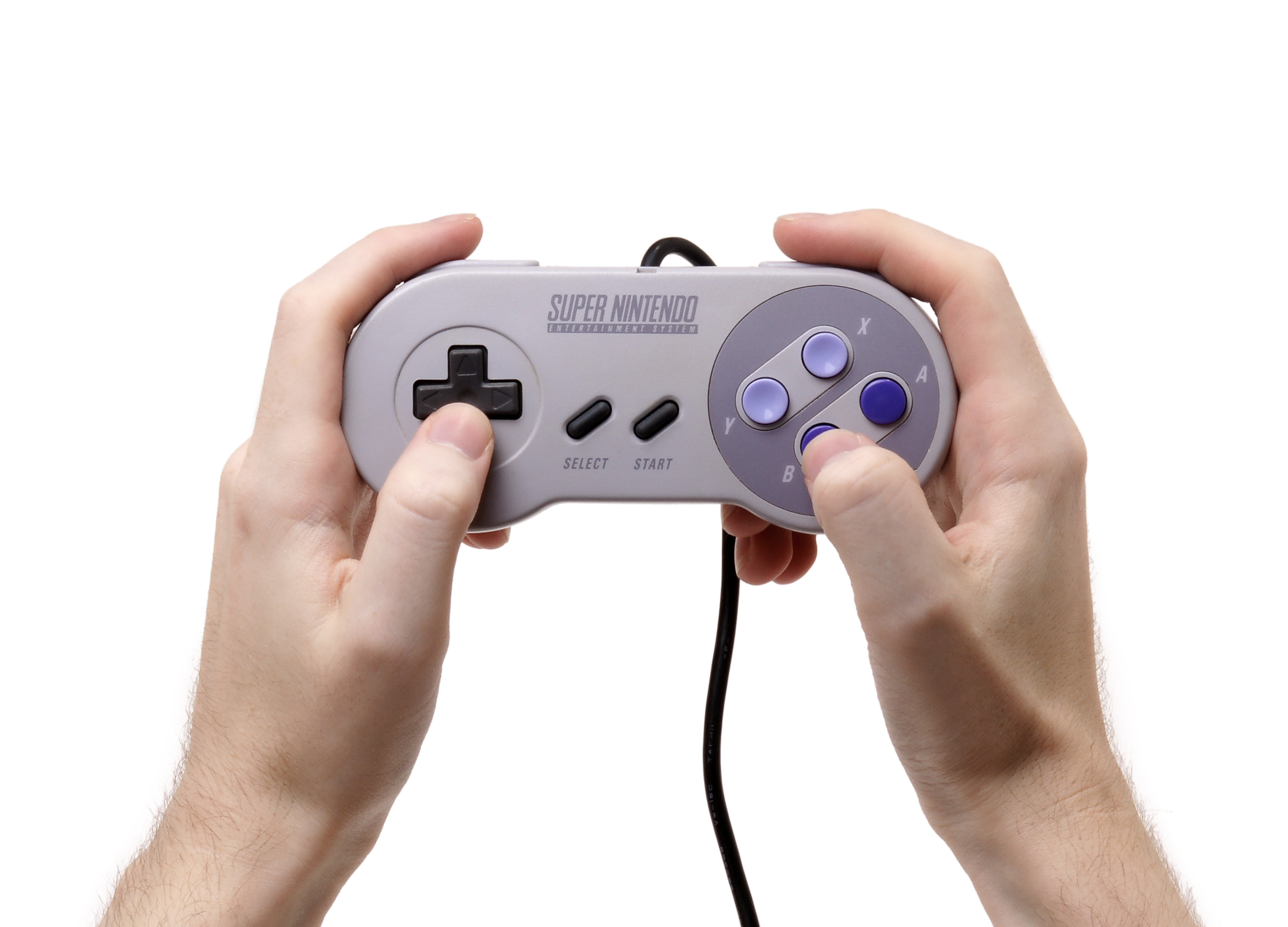
슈퍼 패미컴 컨트롤러를 들고 있는 플레이어

게임 컨트롤러(game controller) 또는 컨트롤러(controller)는 비디오 게임이나 엔터테인먼트 시스템에 입력을 제공하는 데 사용되는 입력 장치 또는 입출력 장치이다. 게임 컨트롤러로 분류되는 입력 장치에는 키보드, 마우스, 게임패드, 조이스틱은 물론 레이싱 게임용 스티어링 휠과 슈팅 게임용 라이트 건과 같은 특수 목적 장치가 포함된다. 컨트롤러 디자인은 방향 패드, 여러 버튼, 아날로그 스틱, 조이스틱, 모션 감지, 터치스크린 및 기타 다양한 기능을 포함하도록 발전했다.
게임 컨트롤러는 시스템에 입력만 제공하는 입력 장치이거나 시스템에서 데이터를 수신하고 응답(예: "럼블" 진동 피드백 또는 사운드)을 생성하는 입출력 장치일 수 있다.
가정용 콘솔 구매 시 포함되는 컨트롤러는 표준 컨트롤러라고 하며, 콘솔 제조업체 또는 타사에서 구매할 수 있는 컨트롤러는 주변 장치 컨트롤러로 간주된다.

## 역사

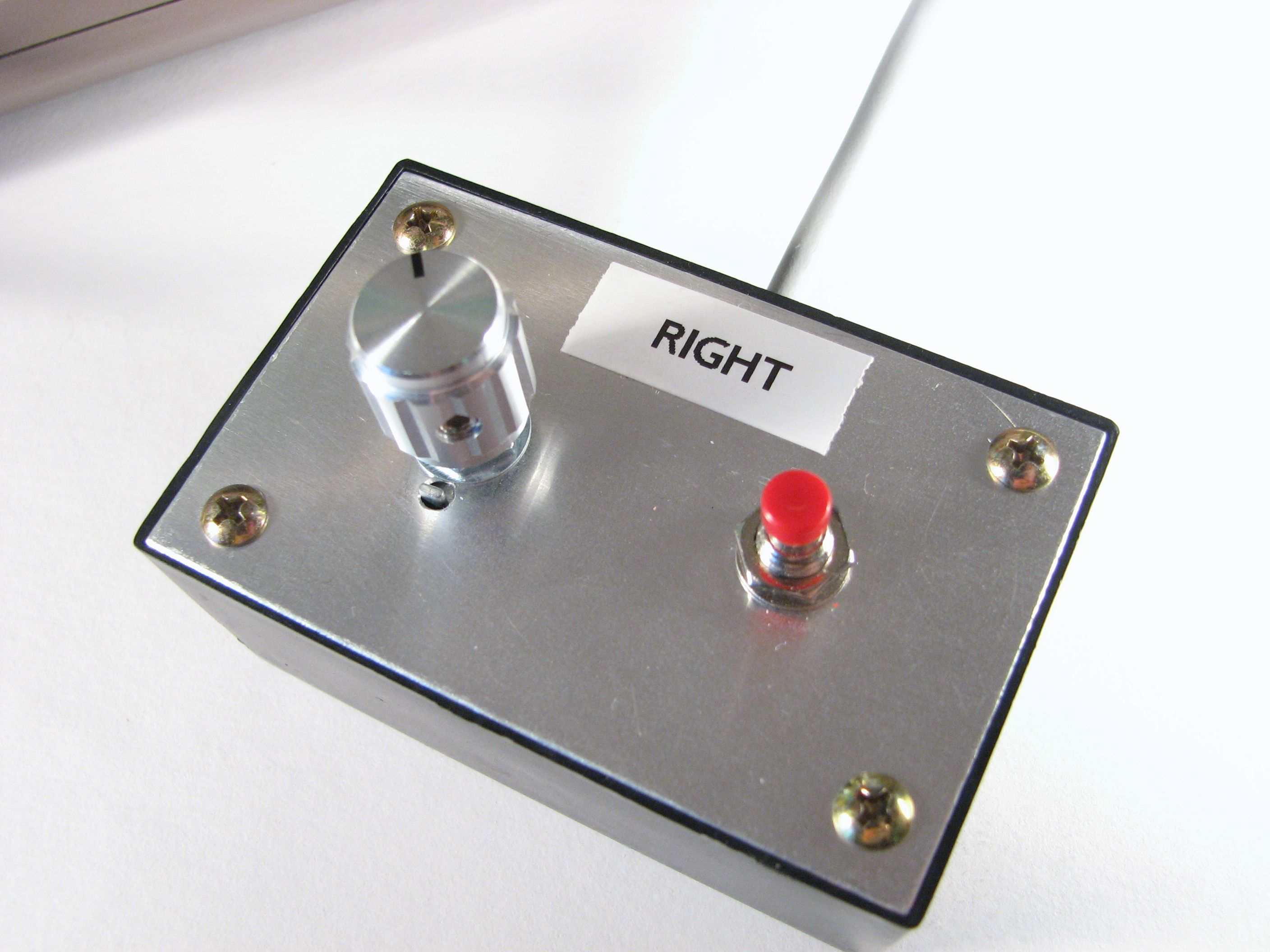
1958년 비디오 게임 테니스 포 투 컨트롤러의 현대적인 재현

최초의 비디오 게임 컨트롤러 중 하나는 테니스 포 투 게임을 제어하는 데 사용된 간단한 다이얼과 단일 버튼이었다. 컨트롤러는 이후 방향 패드, 여러 버튼, 아날로그 스틱, 조이스틱, 모션 감지, 터치스크린 및 기타 다양한 기능을 포함하도록 발전했다.
게임 컨트롤러는 가능한 한 사용자 친화적으로 설계되고 수년간 개선되었다. 마이크로소프트 엑스박스 컨트롤러는 총에서 볼 수 있는 실제 방아쇠를 모방한 숄더 트리거가 있어 슈팅 게임에 인기가 많다.
7세대 비디오 게임기 이전에는 컨트롤러를 콘솔의 컨트롤러 포트에 꽂는 것이 게임 컨트롤러를 사용하는 주요 수단이었지만, 그 이후로는 콘솔에 컨트롤러 포트가 필요하지 않지만 배터리로 구동되는 무선 컨트롤러로 대체되었다. USB 게임 컨트롤러는 USB 포트가 있는 컴퓨터에도 연결할 수 있다.

## 종류
게임 컨트롤러로 분류되는 입력 장치에는 키보드, 마우스, 게임패드, 조이스틱이 있다. 레이싱 게임용 스티어링 휠과 슈팅 게임용 라이트 건과 같은 특수 목적 장치도 게임 컨트롤러에 해당한다. 일부 컨트롤러는 레이싱 게임용 스티어링 휠이나 댄스 게임용 댄스 패드처럼 특정 유형의 게임에 가장 적합하도록 설계되었다.

### 게임패드

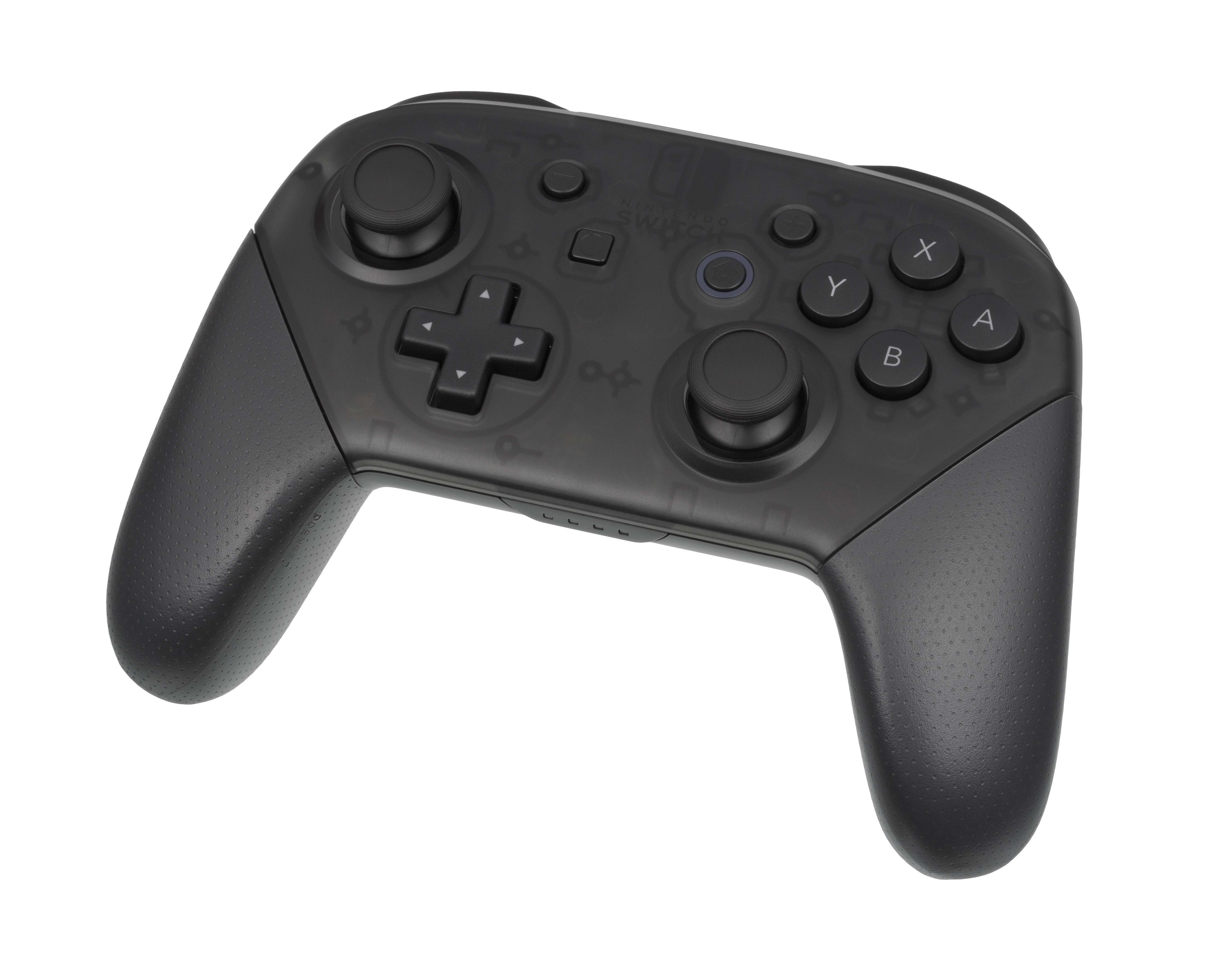
전형적인 현대식 투 스틱 Nintendo Switch Pro 컨트롤러

조이패드라고도 알려진 게임패드는 양손으로 잡고 엄지손가락과 다른 손가락을 사용하여 입력하는 방식이다. 게임패드에는 하나 이상의 전방향 제어 스틱 또는 버튼과 결합된 여러 개의 액션 버튼이 있을 수 있다. 액션 버튼은 일반적으로 오른손의 손가락으로 조작하며, 방향 입력은 왼손으로 조작한다. 게임패드는 대부분의 현대 비디오 게임 콘솔에서 주요 입력 수단이다. 게임패드의 사용 용이성과 사용자 친화적인 특성으로 인해, 전통적인 콘솔에서 개인용 컴퓨터로 확산되어 다양한 게임과 에뮬레이터에서 키보드와 마우스 입력을 대체하여 게임패드 입력을 지원한다. 대부분의 현대 게임 컨트롤러는 표준 게임패드의 변형이다. 일반적인 추가 기능으로는 패드 가장자리에 있는 숄더 버튼, 중앙에 위치한 시작, 선택, 모드 버튼, 그리고 햅틱 피드백을 제공하는 내부 모터가 있다.
현대 게임 컨트롤러가 발전함에 따라 사용자 기능 품질도 향상된다. 일반적으로 컨트롤러는 사용자 손에 더 쉽고 편안하게 맞도록 더 작고 컴팩트해진다. 현대적인 예로는 첫 번째 엑스박스 콘솔과 같은 시스템에서 볼 수 있는데, 이 컨트롤러는 원래 엑스박스 360 컨트롤러에서 2013년에 출시된 엑스박스 원 컨트롤러에 이르기까지 다양한 방식으로 변화했다.

### 패들

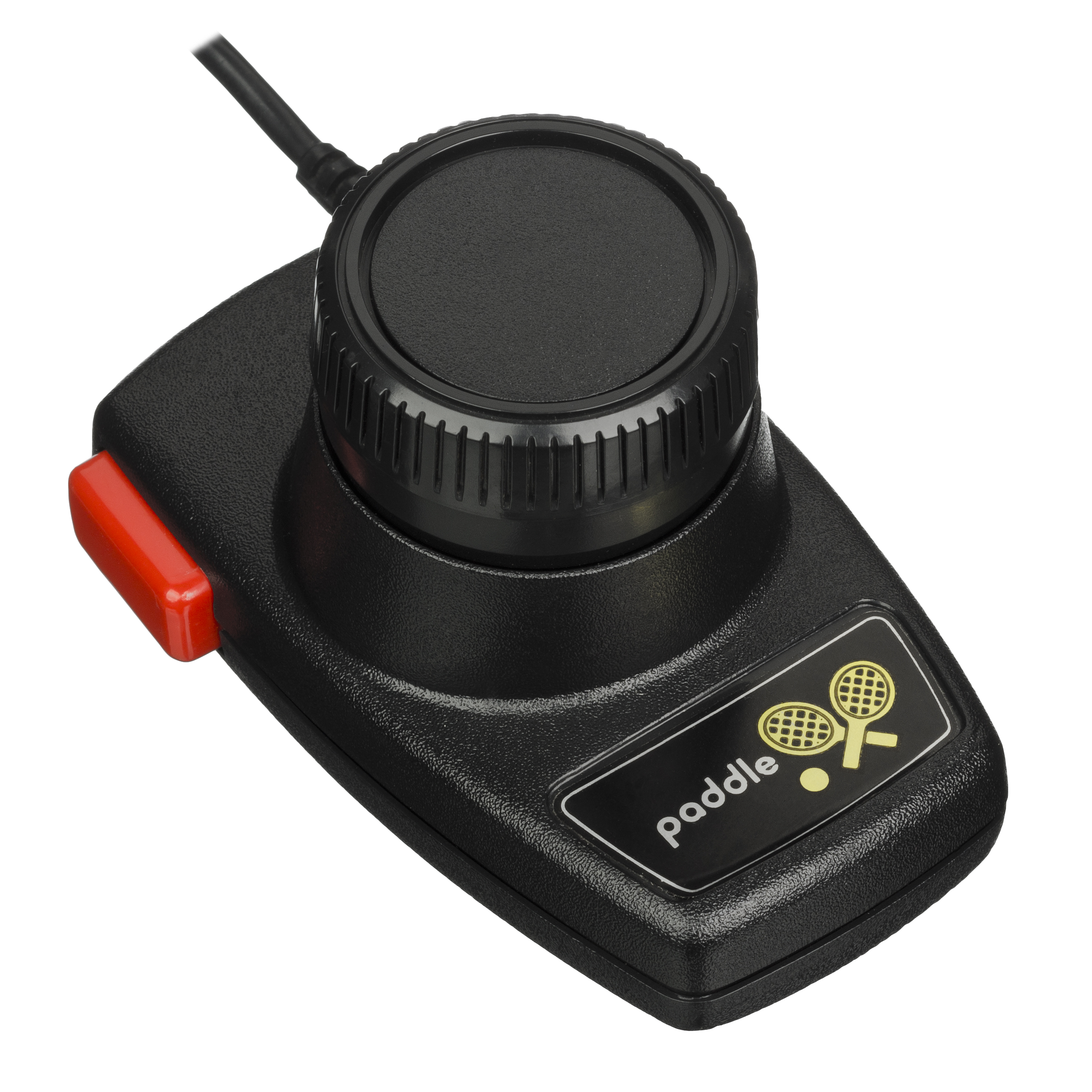
패들 컨트롤러는 퐁 게임을 위해 2세대 콘솔 초기부터 인기가 많았다.

패들은 둥근 휠과 하나 이상의 발사 버튼을 특징으로 하는 컨트롤러이다. 휠은 일반적으로 비디오 화면의 한 축을 따라 플레이어 또는 물체의 움직임을 제어하는 데 사용된다. 사용자가 휠을 기본 위치에서 더 멀리 돌릴수록 게임 내 제어 속도가 더욱 강해진다.
패들 컨트롤러는 최초의 아날로그 컨트롤러였으며 "패들 앤 볼" 유형 게임이 인기를 잃으면서 인기를 잃었다. 변형된 아타리 드라이빙 컨트롤러는 아타리 2600에 등장했다. 인디 500 게임을 위해 특별히 설계되었으며, 작동 및 디자인 면에서 일반 패들 컨트롤러와 거의 동일하게 기능했다. 예외는 휠이 어느 방향으로든 계속 회전할 수 있었고, 이전 모델에 포함된 추가 패들이 없었다는 점이다. 스피너와 달리 마찰이 휠이 가속하는 것을 막았다.

### 조이스틱

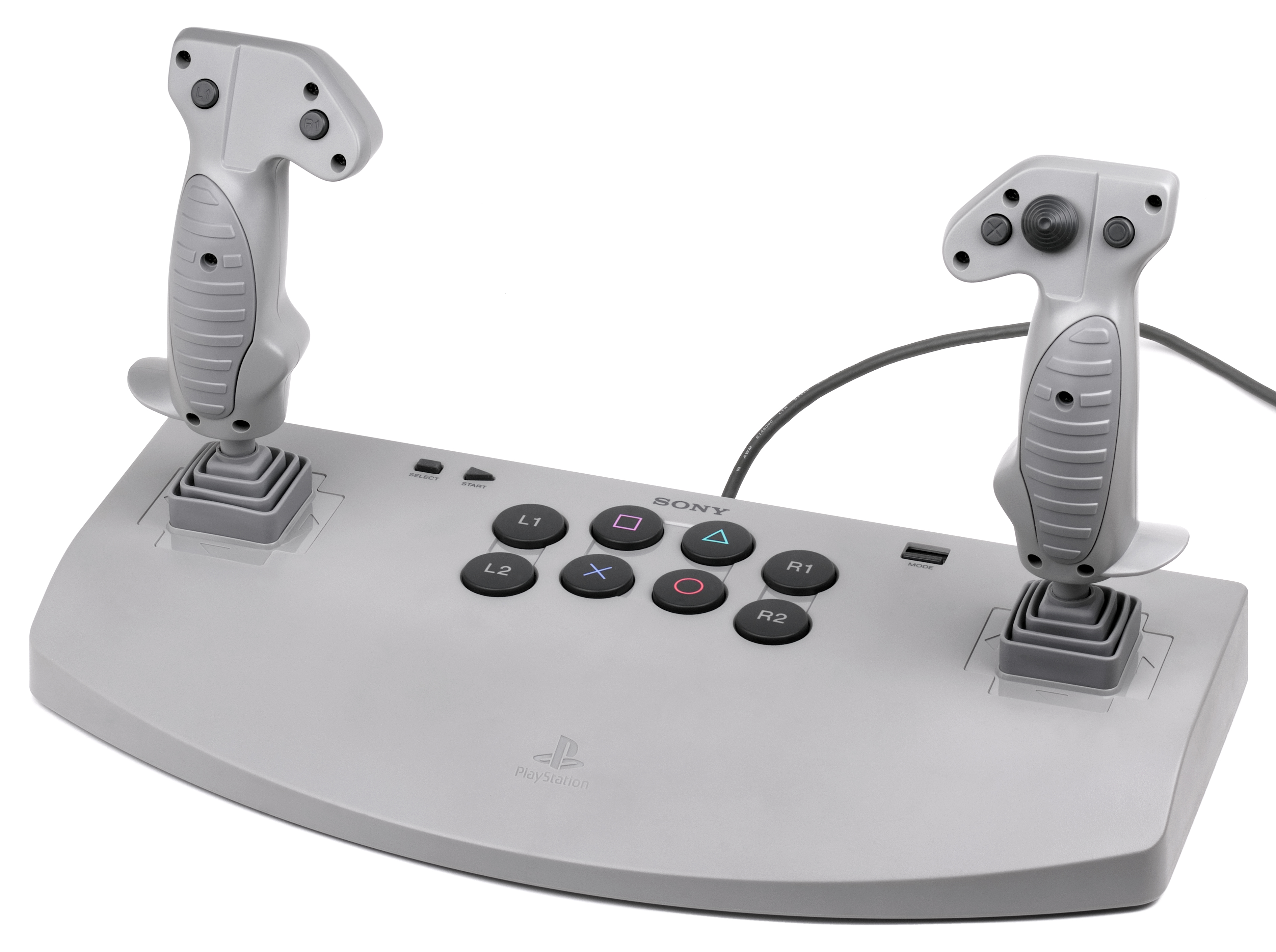
오리지널 플레이스테이션용 듀얼 조이스틱 컨트롤러

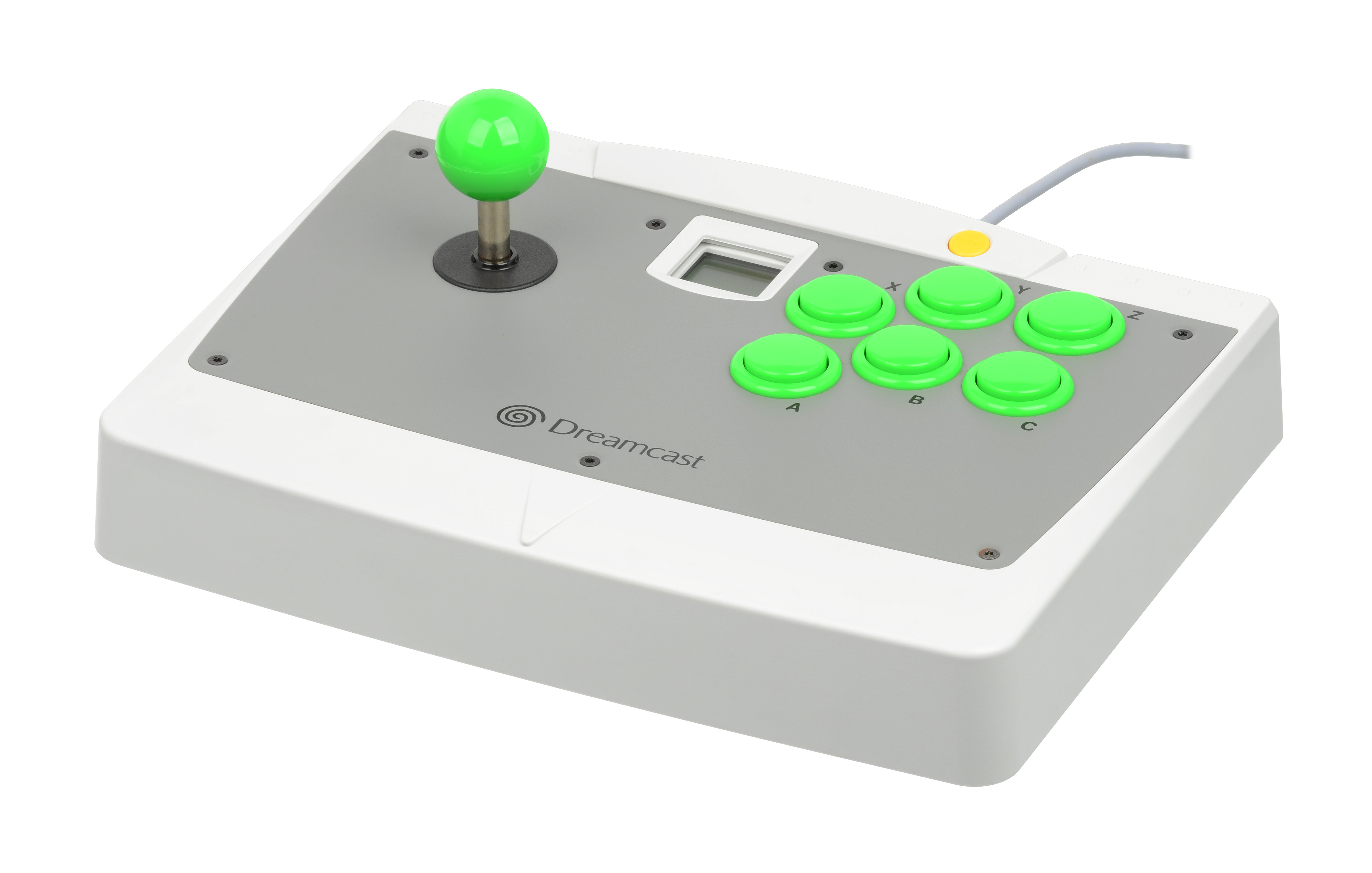
세가 드림캐스트용 아케이드 스타일 컨트롤러

조이스틱은 두 축 중 하나를 중심으로 기울일 수 있고 (때로는) 세 번째 축을 중심으로 비틀 수 있는 핸드헬드 스틱으로 구성된 주변기기이다. 조이스틱은 종종 비행 시뮬레이터에 사용된다. 조이스틱과 스로틀 쿼드런트(아래 참조)로 구성된 HOTAS(hands on throttle and stick) 컨트롤러는 비행 시뮬레이션의 열렬한 팬들 사이에서 인기 있는 조합이다.
대부분의 조이스틱은 사용자 주손(예: 오른손잡이의 오른손)으로 조작하도록 설계되었으며, 받침대는 반대 손으로 잡거나 책상에 장착된다. 아케이드 컨트롤러는 일반적으로 공 또는 물방울 모양의 손잡이가 있는 샤프트와 게임 내 동작을 위한 하나 이상의 버튼을 특징으로 하는 조이스틱이다. 일반적으로 레이아웃은 왼쪽에 조이스틱이 있고 오른쪽에 버튼이 있지만, 반대로 된 경우도 있다.

### 트랙볼
트랙볼은 손바닥으로 조작하는 매끄러운 구형 물체이다. 사용자는 어떤 방향으로든 공을 굴려 커서를 제어할 수 있다. 물리적인 공의 회전 속도에 따라 마우스보다 빠를 수 있다는 장점이 있다. 또 다른 장점은 마우스보다 공간을 덜 차지한다는 점이다. 트랙볼은 마우스의 전신이었다. 트랙볼을 게임 컨트롤러로 사용한 주목할 만한 게임으로는 센티피드, 마블 매드니스, 골든 티 골프, 세가소닉 더 헤지호그 등이 있다.

### 스로틀 쿼드런트
스로틀 쿼드런트는 하나 이상의 스로틀 레버로 구성되어 있으며, 실제 차량, 특히 항공기의 스로틀 또는 기타 유사한 제어 장치를 시뮬레이션하는 데 가장 자주 사용된다. 스로틀 쿼드런트는 조이스틱 또는 요크와 함께 비행 시뮬레이터에 가장 널리 사용된다.

### 스티어링 휠

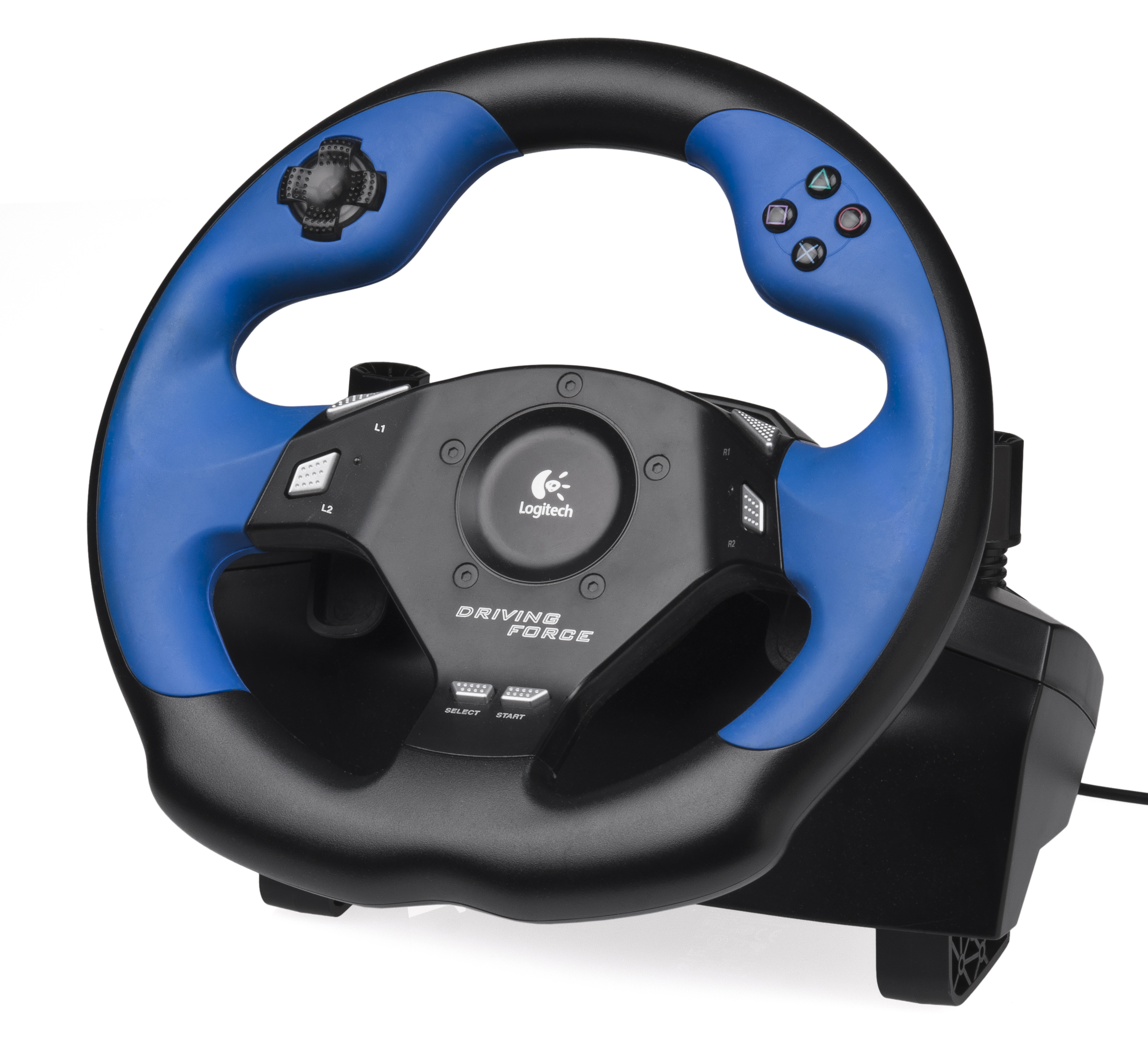
플레이스테이션 2용 로지텍 스티어링 휠

레이싱 휠은 본질적으로 더 큰 버전의 패들로, 대부분의 레이싱 아케이드 게임과 라이브 포 스피드, 그랑프리 레전드, GTR2, 리처드 번스 랠리와 같은 최신 레이싱 시뮬레이터에서 사용된다. 대부분의 아케이드 레이싱 게임은 1974년 그란 트랙 10 이후로 스티어링 휠을 사용했지만, 가정용 시스템용 스티어링 휠은 5세대 콘솔인 플레이스테이션과 닌텐도 64에 등장했다. 많은 스티어링 휠은 포스 피드백 (참조: 포스 피드백 휠) 기능이 있어 실제 자동차를 운전할 때 경험하는 것과 동일한 피드백을 제공하도록 설계되었지만, 이러한 현실감은 게임에 따라 달라진다. 일반적으로 가속 및 브레이크를 제어하는 페달과 함께 제공된다. 기어 변속은 패들 시프팅 시스템, 기어를 변경하기 위해 앞뒤로 움직이는 간단한 스틱 시프터 또는 실제 차량의 시프터를 모방한 더 복잡한 시프터 등 다양한 방식으로 처리되며, 클러치를 사용할 수도 있다. 일부 휠은 200~270도만 회전하지만, 고급 모델은 900도 또는 2.5회전 이상 회전할 수 있다. 남코 조그콘 패들은 플레이스테이션 게임 R4: 릿지 레이서 타입 4에서 사용할 수 있었다. "실제" 비디오 게임 스티어링 휠과 달리 조그콘은 플레이어의 손에 맞도록 설계되었다. 훨씬 작은 휠(지름은 소다 캔과 비슷함)은 일부 VCR에 사용되는 조그 앤 셔틀 제어 휠과 유사하다. Wii 게임 마리오 카트 Wii는 Wii 리모컨을 넣어 카트를 제어하는 Wii 리모컨의 모션 센싱 기능을 활용하는 스티어링 휠 모양의 쉘인 Wii 휠과 함께 번들로 제공된다. 호리도 닌텐도 3DS 게임 마리오 카트 7용 스티어링 휠을 출시했다. 스티어링 휠을 콘솔 뒷면에 놓으면 자이로스코프를 사용하여 1인칭 모드에서 마리오 카트 Wii와 동일한 기능을 사용할 수 있다.

### 요크
요크는 스티어링 휠과 매우 유사하지만, 많은 항공기에서 발견되는 제어 요크와 유사하며 두 가지 이동 축을 가지고 있다: 요크의 샤프트 주위의 회전 운동뿐만 아니라 항공기 요크의 피치 제어에 해당하는 전후 축도 있다. 일부 요크는 무선 푸시 투 토크 버튼과 같은 항공기 기능을 시뮬레이션하기 위해 요크에 직접 추가 제어 장치가 부착되어 있다. 요크를 포함하는 일부 비행 시뮬레이터 세트에는 스로틀 쿼드런트 및 페달과 같은 다양한 기타 항공기 제어 장치도 함께 제공된다. 요크를 포함한 이러한 세트는 비행 시뮬레이터에서 사용하기 위한 것이다.

### 페달

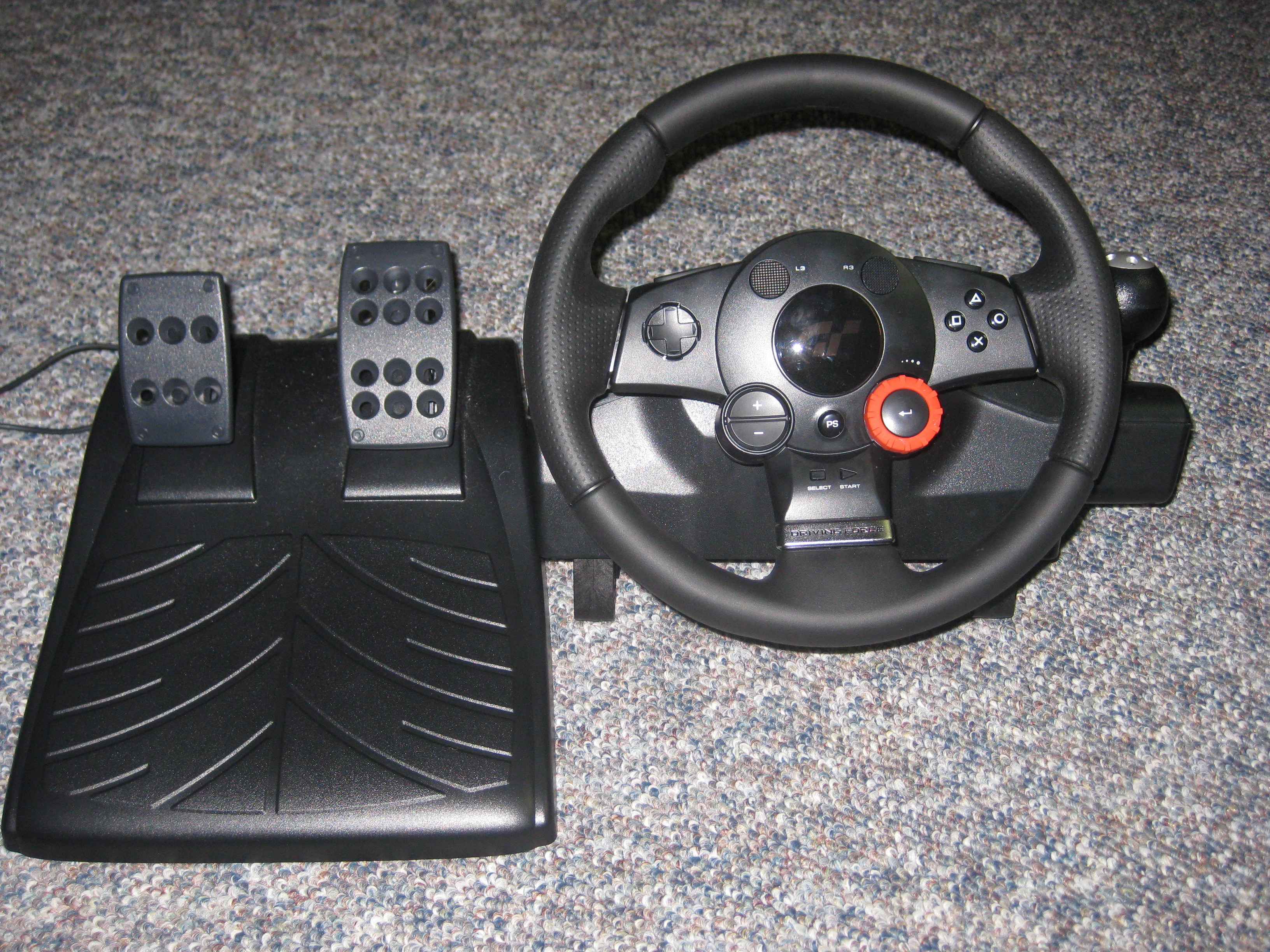
심 스티어링 휠과 페달 (2011)이 결합된 로지텍 드라이빙 포스 GT

페달은 운전 시뮬레이션 또는 비행 시뮬레이션에 사용될 수 있으며 종종 스티어링 휠 유형 입력 장치와 함께 제공된다. 전자의 경우, 비대칭 페달 세트는 실제 자동차의 가속, 브레이크, 클러치 페달을 시뮬레이션할 수 있다. 후자의 경우, 대칭 페달 세트는 항공기의 러더 제어 및 발가락 브레이크를 시뮬레이션한다. 언급했듯이, 대부분의 스티어링 휠 컨트롤러는 페달 세트와 함께 제공된다. 사이클링 게임을 위한 제안된 회전 페달 장치와 같은 페달 컨트롤러의 변형도 있는데, 이는 페달 RPM 및 페달 저항과 같은 사용자 입력을 생성하기 위해 에르고미터에 의존한다. 2016년 VirZoom이라는 스타트업이 페달과 핸들바에 설치할 수 있는 센서 세트를 선보이면서 이러한 개념의 변형이 나타났다. 이는 실제 자전거를 HTC 바이브와 오큘러스 리프트 가상 현실(VR) 플랫폼의 게임용 컨트롤러로 바꾸는 것이다. 동일한 개념이 Cyber ExerCycle이라는 제품의 배경이 되는데, 이는 페달에 부착되어 USB를 통해 PC에 연결되어 NetAthlon 및 퓨얼과 같은 자전거 시뮬레이션 게임에 사용되는 센서 세트이다.

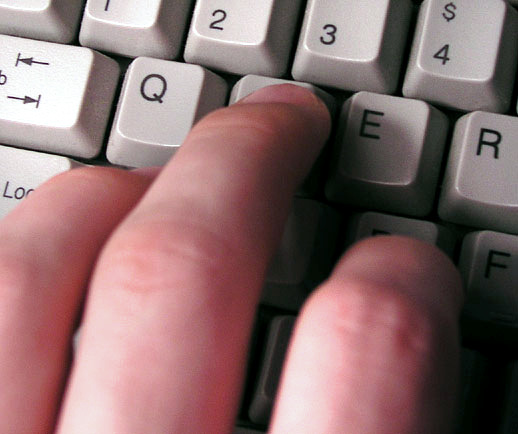
WASD 키보드 설정은 널리 사용되지만, 보편적인 것은 아니다.

### 마우스 및 키보드
마우스와 컴퓨터 키보드는 개인용 컴퓨터의 일반적인 입력 장치이며, 현재 컴퓨터 게임의 주요 게임 컨트롤러이다. 마우스는 종종 마우스패드와 함께 사용되어 게이머에게 더 빠른 속도, 편안함, 정확성 및 부드러운 움직임을 제공한다. 일부 비디오 게임 콘솔도 키보드와 마우스로 작동할 수 있다. 컴퓨터 키보드는 타자기 키보드를 본떠 만들어졌으며, 글자를 입력하기 위해 설계되었다. 마우스는 키보드 외에 사용되는 핸드헬드 포인팅 장치이다. 게임의 경우 키보드는 일반적으로 캐릭터의 움직임을 제어하고, 마우스는 게임 카메라를 제어하거나 조준하는 데 사용된다. 원래 일반적인 컴퓨터 입력을 위해 설계되었지만, 게임에 특화된 기능이 내장된 여러 키보드 및 마우스 주변기기가 게임용으로 특별히 설계되어 있다. 예를 들어 레이저의 주변기기, "Zboard" 키보드 제품군 및 로지텍의 'G' 시리즈가 있다. 키보드에 있는 숫자 키패드도 게임 컨트롤러로 사용되며, 특히 초기 콘솔에서는 조이스틱이나 패들에 연결된 별도의 여러 장치에서 찾을 수 있다. 키패드는 최소 0-9의 숫자가 있는 작은 키 그리드이다. 게이밍 키패드는 FPS, RTS 및 일부 아케이드 유형 게임에 사용되는 특수 컨트롤러이다. 이 컨트롤러는 키 에뮬레이션 및 경우에 따라 매크로를 허용하도록 프로그래밍될 수 있다. 이들은 일반적으로 키보드의 작은 부분과 유사하지만, 아날로그 스틱과 같은 다른 입력도 포함할 수 있다. 이러한 게임 중 일부는 플레이하기 위해 키보드가 필요하며, 일부 플레이어는 이러한 작업에 불편함을 느끼기 때문에 개발되었다. 마우스 및 키보드 입력은 "MnK"라는 약어로도 알려져 있다.

### 터치스크린

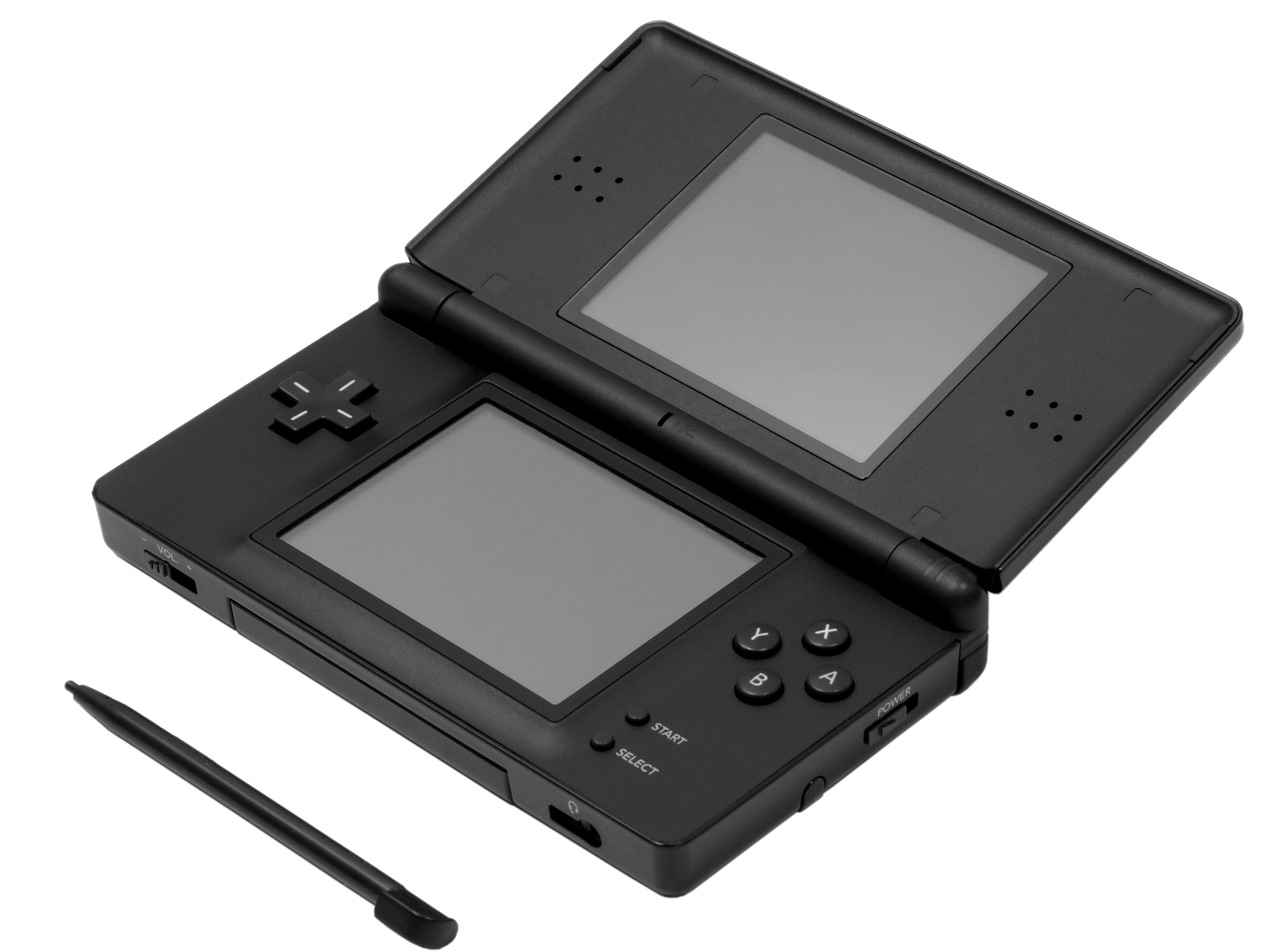
닌텐도 DS 터치스크린(아래)과 스타일러스

터치스크린은 사용자가 디스플레이 화면을 터치하여 컴퓨터와 상호 작용할 수 있도록 하는 입력 장치이다. 터치스크린 컨트롤이 있는 휴대용 콘솔 게임기에 대한 첫 번째 시도는 게임 기어의 세가 차기작이었지만, 1990년대 초 터치스크린 기술의 높은 비용으로 인해 이 장치는 결국 보류되고 출시되지 않았다. 터치스크린을 사용한 첫 번째 출시된 콘솔은 1997년 타이거의 game.com이었다. 닌텐도는 닌텐도 DS와 닌텐도 3DS로 비디오 게임에 터치스크린 사용을 대중화했다. 탭웨이브 조디악과 스마트폰 및 대부분의 PDA도 이 기능을 포함했다. 닌텐도 Wii U 콘솔의 주요 컨트롤러인 Wii U 게임패드는 임베디드 터치스크린을 특징으로 한다. 현대 터치스크린은 유리 화면 위에 얇고 내구성이 있으며 투명한 플라스틱 시트를 사용한다. 터치 위치는 시트가 터치되는 위치에 따라 달라지는 X 및 Y 축의 정전 용량으로부터 계산된다. 소니가 개발한 터치스크린 콘솔 중 하나는 5인치 OLED 터치스크린을 가진 플레이스테이션 비타이다. 닌텐도 스위치는 6.2인치 터치스크린을 특징으로 하며, 후속작인 닌텐도 스위치 2는 7.9인치 터치스크린을 특징으로 한다.

### 모션 센싱

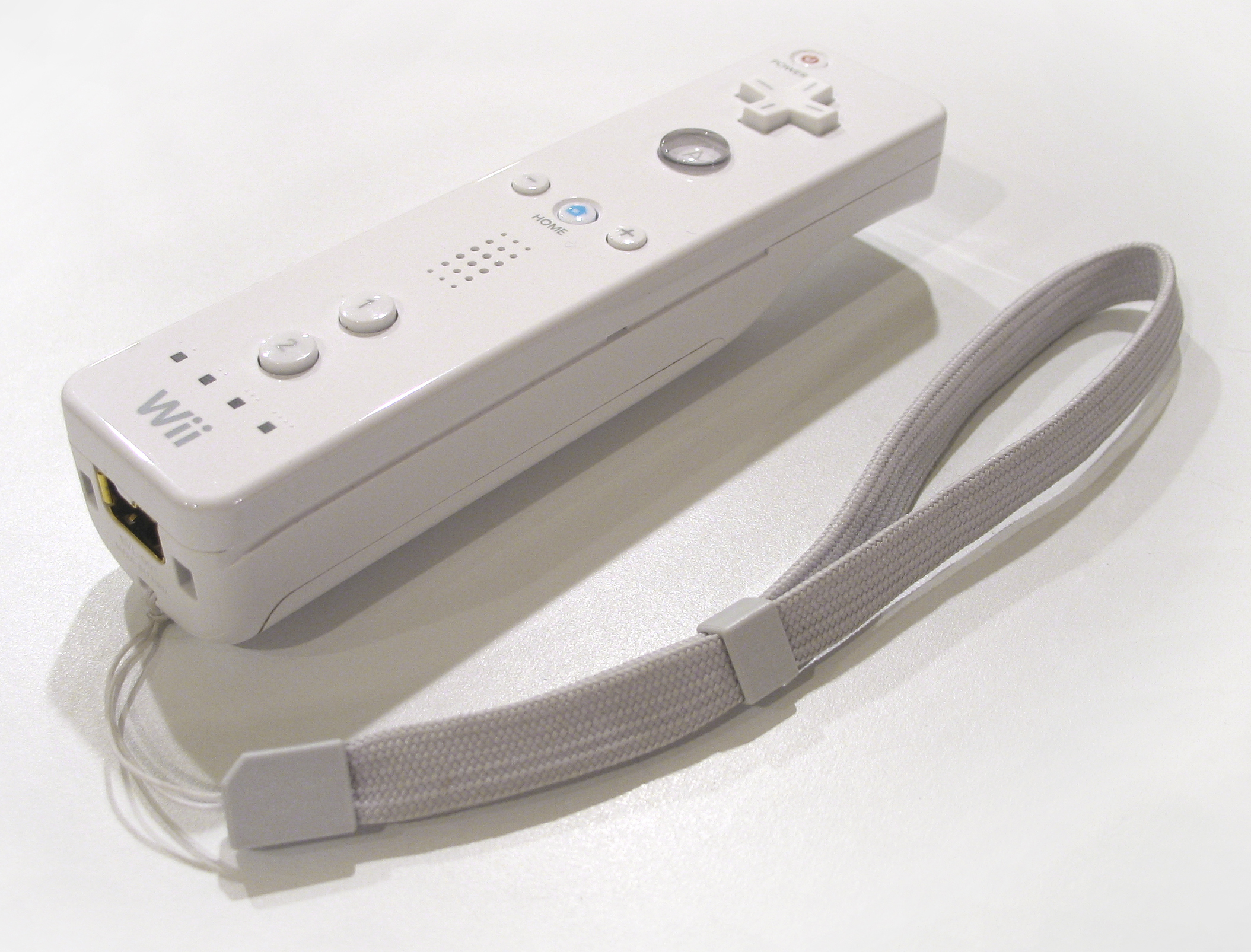
Wii 리모컨

모션 컨트롤러에는 1993년 세가 제네시스용으로 출시된 세가 액티베이터가 있다. 아사프 거너가 발명한 라이트 하프를 기반으로, 플레이어의 신체 움직임을 읽을 수 있었고 전신 모션 센싱을 허용하는 최초의 컨트롤러였다. 그러나 "다루기 어렵고 부정확하다"는 이유로 상업적으로 실패했다. 닌텐도의 Wii 시스템은 2006년에 출시되었는데, Wii 리모컨 컨트롤러를 사용하며, 이 컨트롤러는 가속도계를 사용하여 대략적인 방향과 가속도를 감지하고 이미지 센서를 사용한다. 그래서 포인팅 장치로 사용할 수 있다. 소니의 플레이스테이션 3 시스템용 식스축, 듀얼쇼크 3, 플레이스테이션 무브 컨트롤러도 유사한 모션 센싱 기능을 가지고 있다. 2010년, 마이크로소프트는 엑스박스 360용 키넥트를 출시했다. 이 모션 센싱 컨트롤러는 카메라를 사용하여 플레이어의 움직임을 추적한다. 마이크로소프트는 엑스박스 원 출시와 함께 키넥트의 개정판을 출시했다. 이 컨트롤러는 출시 시 콘솔과 함께 번들로 제공되었으며, 2014년 6월에 기본 번들에서 제거되었다. 소니의 아이토이도 유사하게 카메라를 사용하여 플레이어의 움직임을 감지하고 이를 게임 입력으로 변환한다. 자이로스코프가 있는 컨트롤러는 카메라 없이 포인터를 만들 수 있다. 예를 들어 Joy-Con 및 Nintendo Switch Pro 컨트롤러는 Wii의 월드 오브 구 및 슈퍼 마리오 Wii 갤럭시 어드벤처 포트와 같은 게임에서 이를 위해 사용된다.

### 적응형 컨트롤러
적응형 컨트롤러는 다양한 입력 방식을 모아 사용자가 사용할 수 있는 컨트롤러를 만들기 위해 여러 방식으로 조합할 수 있는 컨트롤러이다. 적응형 컨트롤러는 게임패드나 마우스 및 키보드를 사용하지 못하게 하는 신체 장애가 있는 사람들을 위해 설계되었다. 예를 들어 플레이스테이션의 액세스 컨트롤러는 큰 조이스틱, 원형 패드의 8개 버튼, 추가 버튼이나 액세서리를 연결할 수 있는 4개의 포트를 제공한다. 엑스박스와 로지텍은 두 개의 큰 터치패드, 십자 패드, 세 개의 버튼, 그리고 추가 액세서리를 연결할 수 있는 16개의 포트를 갖춘 적응형 컨트롤러를 공동 제작했다. 이러한 액세서리에는 조이스틱, 페달, 트리거 및 버튼이 포함될 수 있다.

### 라이트 건

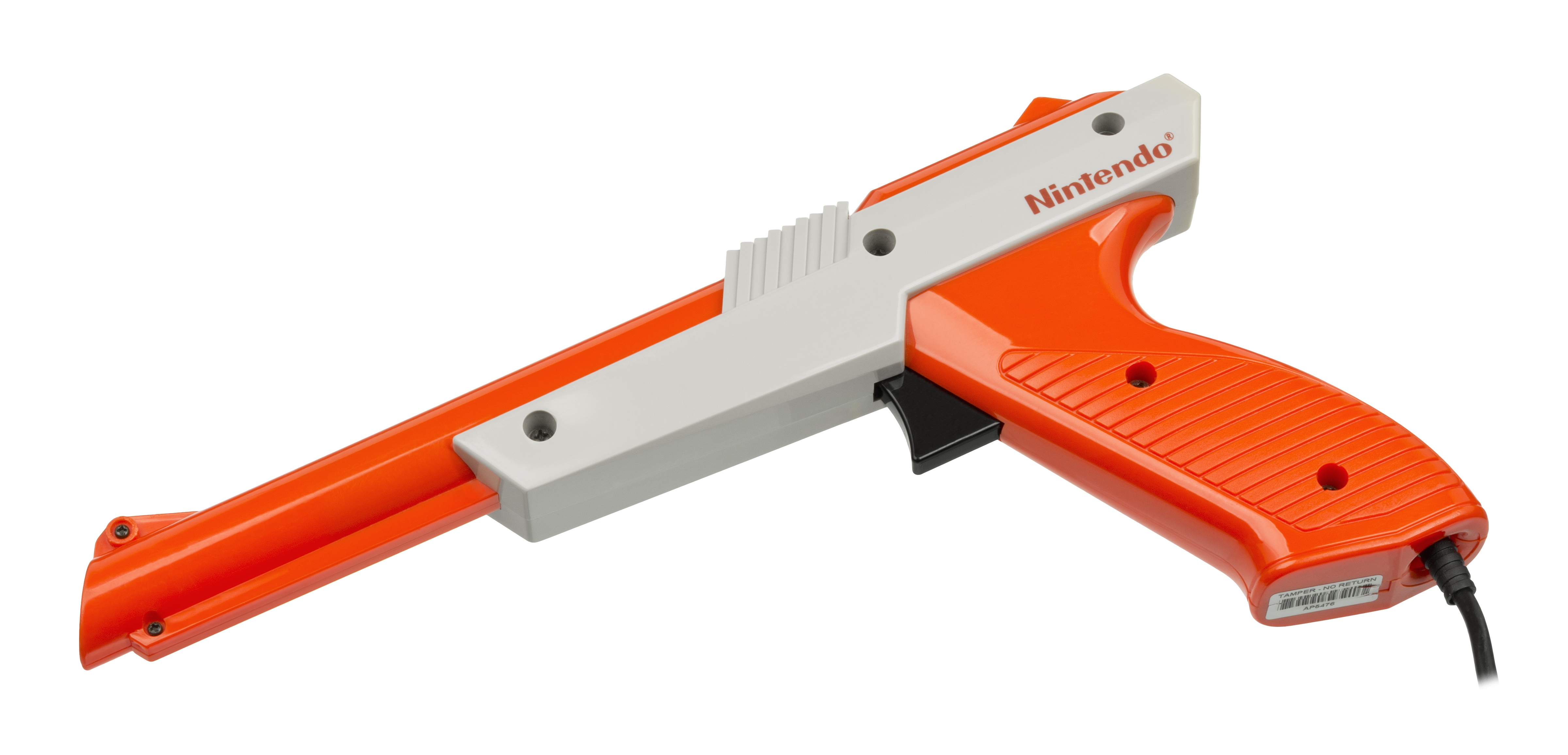
NES 재퍼

라이트 건은 화면의 대상을 "쏘는" 데 사용되는 주변기기이다. 보통 총기나 광선총과 비슷하게 생겼다. 주로 레일 슈터 또는 덕 헌트와 같은 사격장 게임이나 슈팅 갤러리 라이트 건과 함께 제공되는 게임에 사용된다. 레일 슈터가 아닌 1인칭 슈팅 게임의 드문 예로는 타이토의 1992년 비디오 게임 건 버스터가 있는데, 이는 조이스틱을 사용하여 이동하고 라이트 건으로 조준하는 1인칭 슈팅 게임이다. 라이트 건은 1966년 세가의 페리스코프와 1969년 미사일과 같은 초기 아케이드 게임에서 사용되었지만, 최초의 가정용 콘솔 라이트 건은 1972년 마그나복스 오디세이용으로 출시되었다. 이후 닌텐도는 패미컴과 NES에 NES 재퍼라는 이름으로 라이트 건을 표준으로 포함했다. 닌텐도는 최근 Wii 리모컨용 라이트 건 스타일의 "쉘"인 Wii 재퍼를 출시했으며, 이 컨트롤러는 링크의 사격 트레이닝 게임과 함께 번들로 제공된다.

### 리듬 게임 컨트롤러

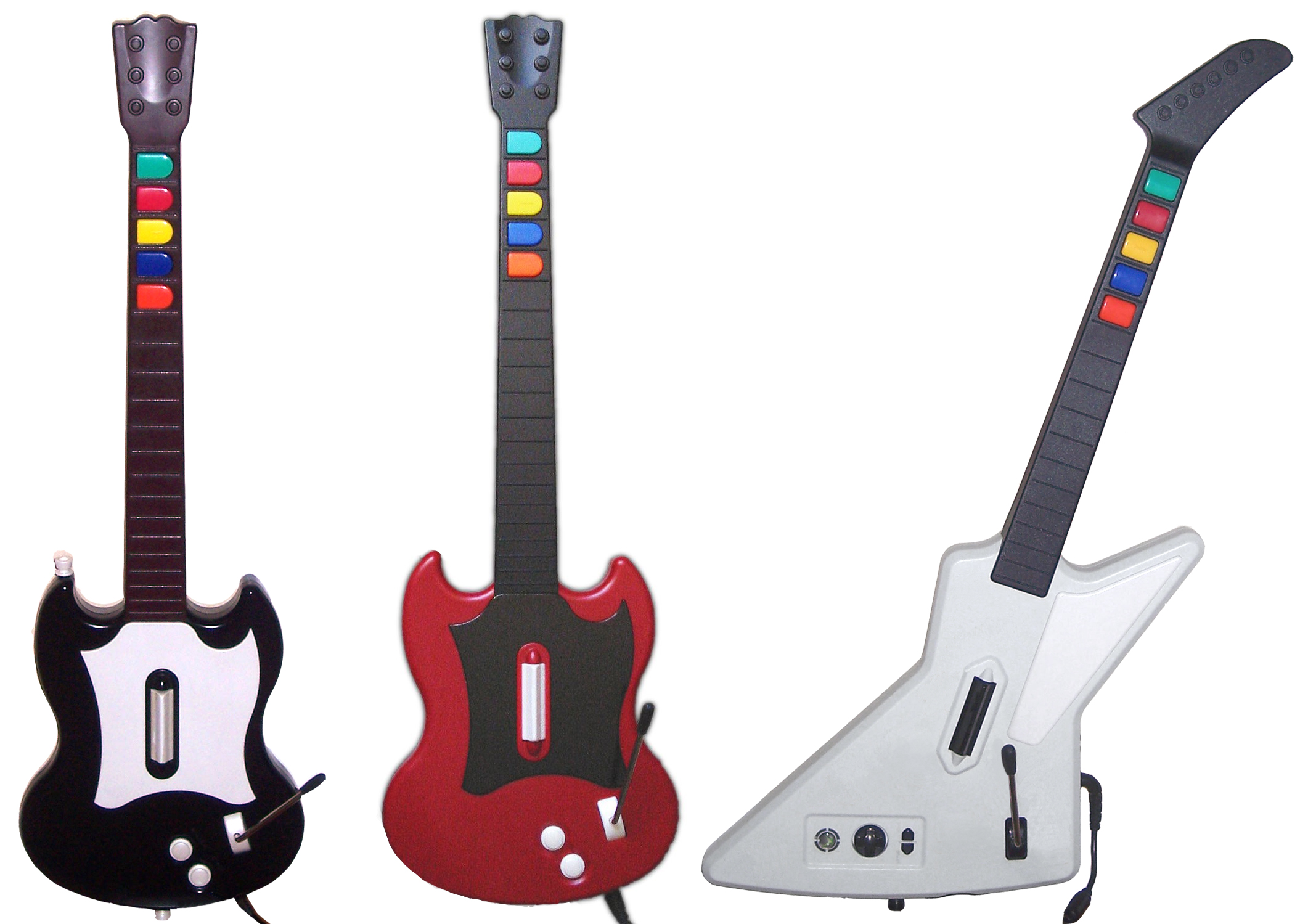
기타 컨트롤러

리듬 게임용 리듬 게임 액세서리는 기타 프리크스, 기타 히어로 시리즈, 락 밴드 시리즈의 멀티 버튼 기타부터 락 밴드 3와 락스미스의 실제 기타, 건반 (락 밴드 3), 북 (동키콩가, 드럼 매니아, 락 밴드 시리즈, 기타 히어로 시리즈), 마라카스 (삼바 데 아미고)와 같은 악기를 닮은 형태로 아케이드와 가정용 콘솔에서 성공을 거두었다. 다른 리듬 게임은 디제잉이나 턴테이블리즘 (DJ 히어로) 예술을 기반으로 하거나, 버튼이 있는 턴테이블 모양의 주변기기를 사용하여 신시사이저 (비트매니아 IIDX)를 연주하는 것을 기반으로 한다.

### 무선
많은 인기 컨트롤러 유형(조이패드, 마우스, 키보드)의 무선 버전이 존재하며, 무선 모션 컨트롤은 가상 현실을 위한 새로운 유형의 컨트롤러이다.

### 기타
- 밸런스 보드: Wii 밸런스 보드는 Wii 피트 게임과 함께 제공된다. 이는 수십 년 전에 스키 및 서핑 게임을 플레이하기 위해 아타리 2600에 연결하도록 만들어진 조이보드가 있었다.
- 호흡 컨트롤러는 비디오 게임을 통해 사용자가 호흡을 개선하도록 돕는다. 모든 컨트롤러에는 사용자 호흡을 감지하는 센서가 있어, 사용자는 컴퓨터, 태블릿 또는 스마트폰에서 비디오 게임을 제어한다. 알비오는 호흡 트레이너, 증상 추적기 및 모바일 게임 컨트롤러이다.[22] 제니타임은 깊고 리드미컬한 호흡을 통해 통제된 호흡의 단기적 보상(이완, 산소 공급 개선 등)을 유발한다.[23] 브리딩 랩스의 호흡 게임은 오므린 입술 호흡을 기반으로 하며 아이폰/아이패드, Windows, macOS 및 안드로이드 기기에서 사용된다.[24]
- 버저: 최근의 특수하고 매우 단순한 게임 컨트롤러의 예로는 플레이스테이션 2 및 플레이스테이션 3 퀴즈 쇼 게임 시리즈 버즈! (2005년~현재)와 함께 제공되는 네 개의 큰 "버저"(둥근 버튼)가 있다. 게임과 컨트롤러 모두 TV 쇼 장르에서 영감을 받은 것이 분명하다. 또 다른 예는 엑스박스 360 퀴즈 쇼 게임 씬 잇? 라이츠, 카메라, 액션 및 씬 잇? 박스 오피스 스매시 (2007년~2008년)와 함께 제공되는 "빅 버튼 패드"이다.
- 댄스 패드, 본질적으로 발로 밟도록 되어 있는 매트 위에 놓인 평평한 압력 감지 게임패드 버튼 그리드로, 댄스 댄스 레볼루션 및 펌프 잇 업과 같은 리듬 게임의 인기로 인해 틈새 시장에서 성공을 거두었다. 댄스 패드는 1986년 반다이가 패미컴에서 "패밀리 펀 피트니스" 세트의 일부로 처음 선보였고, 1987년에는 엑서스가 아타리 2600용 "풋 크레이즈" 패드를 출시했다. 닌텐도는 1988년 반다이로부터 이 기술을 구입하여 패미컴 및 NES용 "파워 패드"에 사용했다.
- 외골격 컨트롤러는 외골격 기술을 사용하여 플레이어의 신체 위치, 움직임 속도 및 기타 감지된 데이터에 따라 플레이어에게 다른 반응을 제공한다. 오디오 및 시각적 반응 외에도 외골격 컨트롤러는 현실감을 제공하기 위해 제어된 움직임 저항 및 기타 자극을 제공할 수 있다. 이는 플레이어가 실제로 기능을 수행하는 것처럼 느끼게 할 뿐만 아니라 시뮬레이션되는 활동에 대한 올바른 근육 패턴을 강화하는 데 도움이 된다. 포스텍 XIO는 외골격 비디오 게임 컨트롤러의 한 예이다.
- 낚싯대: 최초의 낚싯대 컨트롤러는 드림캐스트 비디오 콘솔의 액세서리로 세가 마린 피싱을 플레이하기 위해 등장했다. 나중에 플레이스테이션 콘솔용 다른 게임에서도 유사한 컨트롤러를 사용했다.
- 공중 대화형 디스플레이: 적어도 두 개의 상업용 시스템(헬리오디스플레이 및 포그스크린)은 공중에 투사된 이미지를 표시하지만 터치스크린과 유사하게 손가락으로 상호 작용할 수 있는 대화형 "공중 인터페이스"를 제공한다.
- 계기판은 키보드 대신 비행 시뮬레이션 프로그램에 명령을 보내는 데 사용되는 시뮬레이션 항공기 계기판으로, 일반적이거나 실제 항공기에 특정할 수 있다. 이 중 일부는 나머지 컴퓨터 시스템 전체를 합친 것보다 훨씬 비싸다. 이 패널은 일반적으로 출력 계기 디스플레이가 아닌 스위치, 버튼 및 제어 장치만 시뮬레이션한다.
- 기차 제어: 기차 제어와 같은 다른 계기판 하드웨어가 생산되었다. 예를 들어 "레일드라이버"[25]는 트레인즈, 마이크로소프트 트레인 시뮬레이터 및 쿠주 레일 시뮬레이터와 함께 작동하도록 설계되었다. (2009년 1월 현재) 이는 작동하도록 설계된 일부 소프트웨어에 대한 윈도우 API 부족으로 사용 편의성이 제한된다. 타이토 고속 열차 시뮬레이션용 열차 컨트롤러도 Wii 콘솔용으로 제작되었다.[26]
- 게임트랙과 같은 기계적 모션 트래킹 시스템은 장갑에 연결된 케이블을 사용하여 3차원 공간에서 물리적 요소의 위치를 실시간으로 추적한다. 게임트랙 메커니즘은 후퇴하는 케이블 릴과 케이블이 통과하는 작은 튜브형 가이드 암으로 구성된다. 가이드 암은 케이블이 메커니즘에서 연장되는 각도를 따라 팔과 볼이 움직이도록 볼 조인트로 연결되어 있다. 추적된 요소와 메커니즘 사이의 거리는 후퇴하는 케이블 릴의 스풀 드럼 회전을 측정하고 케이블이 얼마나 확장되었는지 계산하는 구성 요소를 통해 결정된다.
- 마이크: 몇몇 게임은 헤이 유, 피카츄!, 락 밴드 시리즈, 기타 히어로 시리즈, 싱스타 시리즈, 톰 클랜시의 엔드워, 립스, 마리오 파티 시리즈, SOCOM U.S. 네이비 실즈 시리즈와 같이 헤드셋이나 마이크를 보조 컨트롤러로 사용하여 성공을 거두었다. 이 마이크를 사용하면 플레이어가 게임에 명령을 내릴 수 있었고, 팀원(SOCOM에서처럼)과 다른 AI 캐릭터(예: 피카츄)를 제어할 수 있었다. 닌텐도 DS에는 시스템에 내장된 마이크가 있다. 이는 음성 인식 (닌텐독스, 매일매일 DS 두뇌 트레이닝), 게임 플레이 중 및 플레이 세션 간 온라인 채팅 (포켓몬스터DP 디아루가·펄기아), 마이크에 숨을 불어넣거나 소리 지르는 것을 요구하는 미니 게임 (필 더 매직: XY/XX, 만져라 메이드 인 와리오, 마리오 파티 DS) 등 다양한 목적으로 사용되었다.
- 마인드 컨트롤 헤드셋: 2007년 3월 24일, 미국/호주 회사인 이모티브 시스템즈는 뇌전도를 기반으로 한 비디오 게임용 마인드 컨트롤 장치를 출시하기 시작했다.
- 네그콘: 플레이스테이션 레이싱 게임을 위한 독특한 컨트롤러이다. 물리적으로 게임패드와 비슷하지만, 왼쪽과 오른쪽 절반이 서로 상대적으로 비틀어져 패들 컨트롤러의 변형이다.
- 트랙IR 및 프리트랙과 같은 광학 모션 트래킹 시스템은 비디오 카메라를 사용하여 적외선 조명 또는 방출 헤드피스를 추적한다. 작은 머리 움직임이 추적되어 훨씬 더 큰 가상 게임 내 움직임으로 변환되어 핸즈프리 시야 제어 및 향상된 몰입감을 제공한다.
- PC게이머바이크는 운동용 자전거에서 페달 한 쌍을 제거하여 의자 앞에 놓고 게임 캐릭터를 정밀하게 제어하는 데 사용한다.
- 핀볼 컨트롤러와 전략 게임용 멀티 버튼 콘솔은 과거에 출시되었지만, 장르의 열성 팬들에게만 인기가 국한되었다.
- R.O.B. (로봇 운영 버디)는 NES의 액세서리로, 플레이어가 로봇을 제어하여 NES 게임과 상호 작용할 수 있도록 했다. 일본에서는 패미컴 로봇으로 알려져 있으며, 이 단명한 액세서리는 닌텐도가 서부 시장에 진출하는 계기가 되었지만, 스택-업과 자이로미테에만 사용되었다. 캐릭터로서 R.O.B.는 마리오 카트 DS와 대난투 스매시브라더스 X와 같은 후속 닌텐도 게임에 등장했다.
- 세가 토일렛은 오줌을 제어 방식으로 사용하는 대화형 소변기이다. 변기 내의 압력 센서가 오줌의 흐름을 화면상의 동작으로 변환한다.[27]
- 엑스박스용 스틸 배탈리온은 실제 메카 시뮬레이터 같은 느낌을 주기 위해 2개의 조이스틱과 30개 이상의 버튼이 있는 완전한 대시보드와 함께 번들로 제공되었다.
- 스페이스오브 360은 디센트와 함께 사용할 수 있었던 6자유도 공간 상호 작용을 위한 3D 마우스였다.

## PC 및 기타 기기에서의 사용
게임패드는 일반적으로 콘솔용으로 개발되지만, PC 게임 및 모바일 게임에도 자주 사용된다. 소니의 듀얼쇼크 4/듀얼센스 및 닌텐도의 스위치 프로 컨트롤러와 같은 최신 컨트롤러는 USB 및 블루투스를 지원하여 대부분의 PC에 직접 연결할 수 있다. 구형 게임패드는 공식 또는 타사 어댑터를 사용하여 연결할 수 있다. 컨트롤러는 일반적으로 최신 개인용 컴퓨터에서 사용하려면 장치 드라이버 설치가 필요하다. 장치가 직접 지원될 수도 있고, 컨트롤러 입력을 마우스 및 키보드 입력에 매핑하는 특수 프로그램 사용이 필요할 수도 있다. 이러한 종류의 소프트웨어의 예로는 JoyToKey, Xpadder, 그리고 자유-오픈 소스이며 크로스 플랫폼인 antimicro가 있다.
일부 컨트롤러는 콘솔 외부에서 사용하기 위해 특별히 설계되었다. 이 경우, Nostromo SpeedPad n52와 같이 키보드, 마우스 또는 조이스틱으로 작동할 수 있는 경우처럼 다른 장치에 매핑하는 지원이 컨트롤러 자체에 내장되어 있거나, 안드로이드 휴대폰과 함께 사용하도록 설계된 삼성 안드로이드 게임패드와 같은 경우가 있다.
게임패드의 마우스 및 키보드 사용은 논쟁으로 언급되어 왔다. MMORPG, RTS 게임, 1인칭 슈팅 게임 플레이어는 더 다양한 입력과 아날로그 스틱에 비해 마우스의 높은 정밀도 때문에 마우스와 키보드를 선호하는 경향이 있다. 마찬가지로 레이싱 게임, 격투 게임, 액션 RPG 플레이어는 아날로그 입력과 인체공학적 버튼 배치 때문에 컨트롤러를 선호하는 경향이 있다.

## 같이 보기
- 휴먼 인터페이스 장치